# الخصال الخمس
حديث الخصال الخمس هو حديث نبوي تحدث فيه عن «خمس خصال» إذا فشت بين المسلمين أتاها «العذاب» من الله معجلًا في الدنيا قبل الآخرة. الحديث عن عبد الله بن عمر قال: «أقبلَ علينا رَسولُ اللَّهِ صلَّى اللَّهُ عليهِ وسلَّمَ فقالَ يا معشرَ المُهاجِرينَ خمسٌ إذا ابتُليتُمْ بِهِنَّ وأعوذُ باللَّهِ أن تدرِكوهنَّ لم تَظهَرِ الفاحشةُ في قومٍ قطُّ حتَّى يُعلِنوا بِها إلَّا فَشا فيهمُ الطَّاعونُ والأوجاعُ الَّتي لم تَكُن مَضت في أسلافِهِمُ الَّذينَ مَضوا ولم ينقُصوا المِكْيالَ والميزانَ إلَّا أُخِذوا بالسِّنينَ وشدَّةِ المئونَةِ وجَورِ السُّلطانِ عليهِم ولم يمنَعوا زَكاةَ أموالِهِم إلَّا مُنِعوا القَطرَ منَ السَّماءِ ولَولا البَهائمُ لم يُمطَروا ولم يَنقُضوا عَهْدَ اللَّهِ وعَهْدَ رسولِهِ إلَّا سلَّطَ اللَّهُ عليهم عدوًّا من غيرِهِم فأخَذوا بعضَ ما في أيدَيهِم وما لَم تَحكُم أئمَّتُهُم بِكِتابِ اللَّهِ ويتخيَّروا مِمَّا أنزلَ اللَّهُ إلَّا جعلَ اللَّهُ بأسَهُم بينَهُم».

## الخصال الخمس
- لم تظهر «الفاحشة في قوم قط، حتى يعلنوا بها، إلا فشى فيهم «الطاعون والأوجاع» التي لم تكن مضت في أسلافهم الذين مضوا.
- ولم «ينقصوا المكيال والميزان» إلا «أخذوا بالسنين وشدة المؤونة، وجور السلطان عليهم».
- ولم «يمنعوا زكاة أموالهم»، إلا «منعوا المطر من السماء، ولولا البهائم لم يمطروا».
- ولم «ينقضوا عهد الله ورسوله» إلا «سلط الله عليهم عدوا من غيرهم، فأخذوا بعض ما في أيديهم».
- وما «لم تحكم أئمتهم بكتاب الله ويتخيروا مما أنزل فيه» إلا «جعل الله بأسهم بينهم».